# Mehreen Faruqi
Mehreen Saeed Faruqi (Lahore, Pakistán, 8 de julio de 1963) es una ingeniera ambiental y civil, feminista y política australiana en representación de los Verdes. 

## Biografía
Se graduó en el año 1988 en ingeniería civil en la University of Engineering and Technology (UET) de Lahore, en la que su padre era profesor. Posteriormente trabajó como ingeniera estructural. Sus hermanos mayores, su hermana menor, su esposo y su suegro también son ingenieros civiles. Faruqi y su esposo Omar se mudaron a Sídney en 1992, donde comenzó a asistir a la Universidad de Nueva Gales del Sur (UNSW); su padre había estudiado previamente allí bajo el Plan Colombo en la década de 1950. Completó una Maestría en Ciencias de la Ingeniería en 1994 y en el año 2000 se doctoró en ingeniería ambiental.  Se mudó a Port Macquarie en 2001, y regresó a Sídney en 2006. Ella y su esposo tienen dos hijos, uno de ellos, Osman Faruqi, periodista político.

### Trayectoria profesional
Antes de su nombramiento al Consejo Legislativo, tuvo una carrera de 25 años como ingeniera profesional y académica. Trabajó en puestos en el gobierno local, empresas de consultoría e instituciones de educación superior en Australia e internacionalmente. Entre los puestos de trabajo desempeñados, destacan ser gerente de Medio Ambiente y Servicios en el ayuntamiento de Mosman, gerente de Recursos Naturales y Captaciones en el Port Macquarie-Hastings Council, y directora del Instituto de Estudios Ambientales en la Universidad de Nueva Gales del Sur (UNSW). 
En el momento de ser nombrada parlamentaria de Nueva Gales del Sur, era directora académica del Programa de Maestría en Negocios y Tecnología y profesora asociada en la Escuela Australiana de Graduados en Administración de la UNSW. 

### Trayectoria política estatal
Faruqi se unió a los Verdes en 2004 en Port Macquarie y se postuló como candidata para el escaño de la Asamblea Legislativa de Heffron en 2011 y en las elecciones parciales de 2012 . Fue elegida para reemplazar a Cate Faehrmann en el Consejo Legislativo en 2013, convirtiéndose en la primera mujer musulmana en ser miembro de un parlamento australiano. Entre junio de 2013 y agosto de 2018 formó parte del Consejo Legislativo de Nueva Gales del Sur. 
En el parlamento, Faruqi mantuvo varias carteras para The Greens NSW: Bienestar Animal, Drogas y Minimización de Daños, Medio Ambiente, Costa Norte Baja, Multiculturalismo, Carreteras y Puertos, Estado de la Mujer, Transporte, Oeste de Sídney y Gente joven. 
Participó en la introducción de la primera propuesta de ley para despenalizar el aborto en Nueva Gales del Sur en junio de 2014. También es un defensora del transporte público y de la sostenibilidad ambiental. En marzo de 2014, presentó con éxito una moción en el parlamento que ordenaba la publicación de todos los documentos gubernamentales relacionados con la creación del caso comercial para la autopista WestConnex. Esto puso en evidencia el plan del gobierno de Nueva Gales del Sur para la subcontratación masiva de trabajos de servicio público y la incertidumbre entre el personal y los asesores de WestConnex sobre la viabilidad del proyecto.
En febrero de 2018, intentó impedir que los Amigos cristianos de las comunidades israelíes organizaran un evento sobre la base de la política de asentamientos israelí.
Renunció a su cargo en el parlamento después de pronunciar su discurso de despedida el 14 de agosto de 2018.

### Trayectoria política federal
El 25 de noviembre de 2017, ganó al senador de los Verdes de Nueva Gales del Sur, Lee Rhiannon, en unas elecciones primarias al Senado de Australia para elegir el primer puesto de las listas de los Verdes a laselecciones federales de 2019. Rhiannon renunció a su puesto en el Senado el 15 de agosto de 2018 y el mismo día Faruqi fue nombrada para ocupar el puesto vacante en una sesión conjunta del Parlamento de Nueva Gales del Sur. Prestó juramento el 20 de agosto de 2018, convirtiéndose en la primera senadora musulmana en la historia de Australia.
Fue reelegida en las elecciones federales de 2019, obteniendo el 8,7% de los votos del estado, con una oscilación de 1,32 puntos a su favor.

## Obras
- Harding, R, Hendriks, CM, and Faruqi, M. (2009). Environmental Decision-Making - Exploring complexity and context, Federation Press, Sydney. ISBN 9781862877481
- Faruqi, M. (2012). 'Embracing Complexity To Enable Change', in: D. Rigling Gallagher; N. Christiansen and P. Andrews; eds, Environmental Leadership: A Reference Handbook, Vol. 2, pp. 772–781, Sage, Thousand Oaks, California. ISBN 9781412981514
- Faruqi, Mehreen (2021). Too Migrant, Too Muslim, Too Loud. Crows Nest, NSW: Allen & Unwin. ISBN 978-1-76087-818-4.

## Premios y reconocimientos
- 2013 Judy Raper Award for Leadership in Engineering, UNSW School of Chemical Engineering.[12]
- 2017 Edna Ryan Grand Stirrer Award  por su incansable trabajo en la campaña de reforma de la ley del aborto.[13]